# アップルハウス
『アップルハウス』は、1980年10月4日から1981年3月28日まで、フジテレビ系列（一部系列局を除く）で毎週土曜19:30 - 20:00 （JST）に放送された、フジテレビ制作の音楽番組。ハウス食品工業の一社提供番組でもある。

## 概要
1974年放送開始の『オールスター90分』を皮切りに、フジテレビ系列では土曜のゴールデン帯に1時間半の放送枠を編成していたが、1980年秋の改編期に際して当該枠を、19時台後半の30分枠と20時台の54分枠とに分割。このうち前者の第1弾の番組としてスタートしたのが本番組である（54分枠の方ではテレビドラマ『ピーマン白書』がスタート）。
司会には、音楽家の加藤和彦とシンガーソングライターの竹内まりやを、番組の構成には秋元康をそれぞれ起用。当時フジテレビのプライムタイムでは、月曜22時台の『夜のヒットスタジオ』、火曜21時台後半の『ミュージックフェア』と、既に2本の音楽番組が放送されていたが、本番組はこれら既存の番組との差別化を図るべく、収録は公開録画とし、出演者も若者に人気のあるロック、ニューミュージック系のアーティストを中心に据えていた。また、時には出演歌手が司会の加藤や竹内とセッションを行うこともあった。
本番組の映像はフジテレビにも残っておらず、竹内が自宅でVHSに録画した映像を夫の山下達郎がHDDにダビングしたものが後に提供された。この映像は、『ミュージックフェア』の2019年8月17日放送分に竹内がゲスト出演した際にも紹介された。

## 放送局
系列・局名は放送当時のもの。
- フジテレビ（CX）（制作局）
- 北海道文化放送（UHB）
- 仙台放送（OX）
- 秋田テレビ（AKT）
- 山形テレビ（YTS）
- 新潟総合テレビ（NST）
- 長野放送（NBS）
- テレビ静岡　（SUT）
- 富山テレビ（T34）[1]
- 石川テレビ（ITC）[1]
- 福井テレビ（FTB）[1]
- 東海テレビ（THK）
- 関西テレビ（KTV）
- 山陰中央テレビ（TSK）
- テレビ岡山（OHK）
- テレビ新広島（TSS）
- テレビ愛媛（EBC）
- テレビ西日本（TNC）
- サガテレビ（STS）
- テレビ長崎（KTN）
- テレビ熊本（TKU）
- テレビ宮崎（UMK）
- 鹿児島テレビ（KTS）
- 沖縄テレビ（OTV）